# Институт гидромеханики АН УССР
Институт гидромеханики НАН Украины (укр. Інститут гідромеханіки НАН України) — научное учреждение в структуре НАН Украины.

## История

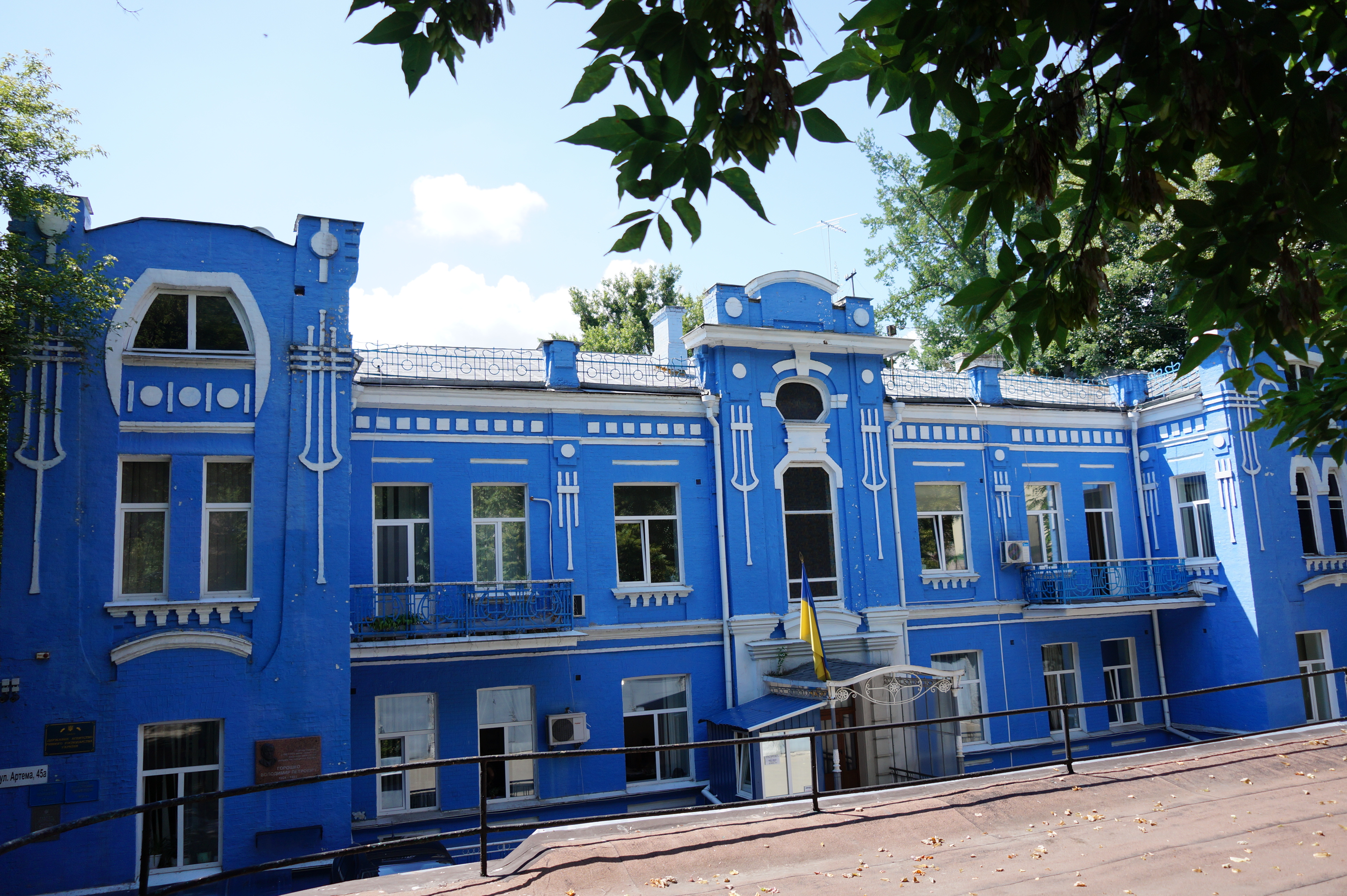
Улица Артёма, 45. Первое здание Института

Основан в 1926 году на базе кафедры гидрогеологии Киевского политехнического института как НИИ водного хозяйства. Инициатором создания Института выступил Евгений Владимирович Оппоков, предложивший организовать специализированное научное учреждения для изучения водных ресурсов Украины. Оппоков руководил Институтом с 1926 по 1937 год. Институту были предоставлены площади в здании по ул. Артёма, 45.
В 1936 году Институт вошёл в структуру Академии наук УССР. 15 октября 1937 года был арестован директор Института Е. В. Оппоков, ему было предъявлено обвинение в контрреволюционных монархических настроениях и шпионской деятельности в пользу Германии и Польши. И. о. директора стал заместитель Оппокова по АХЧ Н. М. Уласович. Деятельность Института была парализована.
В 1938 году Институт был реорганизован в Институт гидрологии и гидротехники АН УССР. В 1939 году его, на короткий срок, возглавил крупный учёный-гидролог А. В. Огиевский.
В 1940 году директором института был назначен член-корреспондент АН УССР Г. И. Сухомел. С началом Великой Отечественной войны деятельность института как самостоятельного научно-исследовательского учреждения была прервана, небольшая группа его сотрудников во главе с Г. И. Сухомелом была включена в штат Института строительной механики АН УССР как отдел гидротехнических сооружений и эвакуирована в Уфу. 17 июля 1944 года по постановлению Совета Народных Комиссаров УССР институт возобновил свою работу как новое учреждение — Институт гидрологии и гидротехники АН УССР. Директором нового института остался Г. И. Сухомел (с 1951 года — академик АН УССР).
В 1956 году Институт переехал в новое здание (ул. Желябова, 8/4) с существенным расширением рабочих площадей. В 1958 году институт возглавил канд. техн. наук М. М. Дидковский.
В 1964 году был реорганизован в Институт гидромеханики АН УССР. В 1966 году директором института стал один из крупнейших учёных страны в области гидродинамики больших скоростей академик АН УССР Г. В. Логвинович (1913—2002), оказавший большое влияние на развитие исследований по новым направлениям в области гидродинамики движущихся объектов, однако 1971 году Г. В. Логвинович полностью сосредоточился на своей работе в ЦАГИ, которую он не прерывал с 1945 года. С 1972 года по 1980 год институт возглавлял член-корреспондент АН УССР А. Я. Олейник, а с 1981 по 1987 год — член-корреспондент АН УССР А. Д. Федоровский.

## Структура
- Отдел технической гидромеханики
- Отдел гидродинамической акустики
- Отдел моделирования гидротермических процессов
- Отдел гидродинамики волновых процессов
- Отдел управления пограничным слоем и гидробионики
- Отдел прикладной гидродинамики
- Отдел информационных систем в гидроаэромеханике и экологии
- Отдел гидродинамики гидротехнических сооружений
- Отдел течений со свободными границами
- Отдел вихревых движений
- Отдел стратифицированных течений
- Отдел динамики упругих систем в жидкости
- Научно-исследовательская лаборатория проблем сейсмической безопасности от технологических взрывов

Институт имеет уникальную экспериментальную базу, в том числе опытовый бассейн, гидроканал, большую гидродинамическую трубу, экспериментально-исследовательский полигон в с. Кийлов.

## Руководство
академик АН УССР Е. В. Оппоков (1926—1937)
И. О. директора Н. М. Уласович (1937—1939)
А. В. Огиевский (1939)
член-корреспондент АН УССР Г. И. Сухомел (1940—1941, 1944—1958)
М. М. Дидковский (1958—1965)
академик АН УССР Г. В. Логвинович (1966—1971)
член-корреспондент АН УССР А. Я. Олейник (1972—1980)
член-корреспондент АН УССР А. Д. Федоровский (1981—1987)
С 1987 года — В. Т. Гринченко, академик НАН Украины.